# Hellblast
Hellblast - debiutancki album studyjny polskiej grupy muzycznej Hell-Born. Wydawnictwo ukazało się w maju 2001 roku nakładem wytwórni muzycznej Pagan Records. Nagrania zostały zarejestrowane w styczniu 2001 roku w białostockim Hertz Studio.

## Lista utworów
Opracowano na podstawie materiału źródłowego.
1. "Intro" - 00:42
2. "Visions of Decline" - 04:47
3. "Raise the Dead" - 06:11
4. "The Victory" - 04:35
5. "Follow the Beast" - 05:12
6. "The Day of Wrath" - 03:33
7. "Inverted" - 05:43
8. "Hellraiser" - 05:47
9. "Those Are Dead But Shall Rise" - 05:29
10. "Merciless Onslaught" - 04:27

## Twórcy
Opracowano na podstawie materiału źródłowego.
- Baal - perkusja, wokal prowadzący, słowa
- Les - gitara rytmiczna, gitara prowadząca, wokal wspierający, muzyka
- Jeff - gitara basowa, wokal wspierający, słowa